# Desulfurispirillum
Desulfurispirillum ist eine Gattung von Bakterien. Die Art Desulfurispirillum indicum ist dazu in der Lage Selenat, Selenit und Arsen für den Energiestoffwechsel zu nutzen, D. alkalilphilum kann elementaren Schwefel und auch Nitrat verwenden.

## Eigenschaften
Die beiden Arten von Desulfurispirillum, D. alkaliphilum und D. indicum, sind spirillenförmig mit Büschen von Geißeln an den zwei Enden. Die Zelllänge von  D. alkaliphilum liegt zwischen 2 und 5 Mikrometer, bei D. indicum zwischen 2 und 7 Mikrometer. Bestes Wachstum erfolgt bei ca. 30 °C.

## Stoffwechsel und Wachstum
Die Arten von Desulfurispirillum tolerieren keinen Sauerstoff, sie sind strikt anaerob.
Desulfurispirillum indicum reduziert zur Energiegewinnung Selenat oder Selenit zum elementaren Selenium, Selenat dient hier als Elektronenakzeptator. Es auch dazu in der Lage Arsenat zu reduzieren. Als Elektronenspender (Donor) kann es z. B. Pyruvat, Lactat und Acetat nutzen.
D. alkaliphilum ist zur Reduktion von elementaren Schwefel zu Sulfid (HS−) und Nitrat zu Ammonium in der Lage. Wenn während des Wachstums Nitrat und eine niedrige Konzentration von Sulfid vorliegt, kann es auch das Sulfid wieder in Schwefel zurück verwandeln. Sulfid dient dann als Reduktionsmittel für die Reduktion von Nitrat zu Ammonium. Des Weiteren reduziert D. alkaliphilum auch Chromat und Fumarat. D. alkaliphilum ist auch zur Fermentation fähig, es kann hierbei mit Fumarat als einzigem Substrat anaerob wachsen.
Die Isolate von  D. natronophila nutzen entweder elementaren Schwefel oder Arsenat als Elektronenakzeptor und einige einfache organische Verbindungen als Elektronendonor und Kohlenstoffquelle. Elementarer Schwefel wird über das Zwischenprodukt Polysulfid zu Sulfid reduziert, während Arsenat zu Arsenit reduziert wird. D. natronophila ist haloalkaliphil (auf hohe Salz- und pH-Werte angewiesen), mit einem pH-Wachstumsoptimum von etwa 10 und einem Salzbereich-Optimum von 0,4–0,6 Mol.

## Ökologie
Desulfurispirillum alkaliphilum wurde in einem Natronsee gefunden. Hier liegen hohe pH-Werte und Na-Gehalte vor. Der Fundort von D. indicum lag in einem Flußmündungsgebiet (Ästuar) in Indien. Daher beruht auch der Artname, indicum bedeutet in Lateinisch so viel wie aus Indien. Desulfurispira natronophila stammt aus einem Sodasee.
Die Fähigkeit Arsenat und Selenat zu nutzen ist von relativ wenigen Bakterien bekannt. Von phylogenetisch weiter entfernt stehenden Arten können z. B. Sulfurospirillum arsenophillum, Geospirillum arsenophilus, Neisseria mucosa und Rahnella aquatilis Arsenat nutzen, Hafnia alvei ist ein Beispiel für die Oxidation von Selenat.

## Systematik
Desulfurispirillum zählt zu dem Phylum (auch als Abteilung bezeichnet) Chrysiogenetes, welche nur eine einzige Ordnung die Chrysiogenales mit einer einzigen Familie, die Chrysiogenaceae enthält (Stand Dezember 2021). Neben Desulfurispirillum zählen noch zwei weitere Gattung zu der Familie, die im Jahr 1996 zuerst beschriebene Gattung Chrysiogenes und Desulfurispira, welche im Jahr 2010 beschrieben wurde.
Chrysiogenes reduziert Arsenat zu Arsenit und Nitrat zu Ammoniak, Desulfurispira reduziert Sulfur und ebenfalls Arsenat.
Der GC-Gehalt bei D. alkaliphilum beträgt 44,8 %, bei D. indicum 56,1 %.
Von Desulfurispirillum indicum wurde 2011 das gesamte Genom sequenziert.